# Eine Beichte
Eine Beichte (russisch Исповедь) ist ein Roman des russischen Schriftstellers Maxim Gorki, dessen Niederschrift im März 1908 auf Capri abgeschlossen wurde. Das Buch warfen die Deutschen 1933 ins Feuer.

Der um die 35 Jahre alte Matwej erzählt aus seinem Leben. Die Suche nach Gott führt den Mönch Matwej auf jahrelanger Fußreise kreuz und quer durch Russland. Gorki polemisiert zum Gotterbauertum; untersucht „den moralischen Konflikt“ Matwejs, „der sich gleichzeitig zum Marxismus und Christentum hingezogen fühlt“.

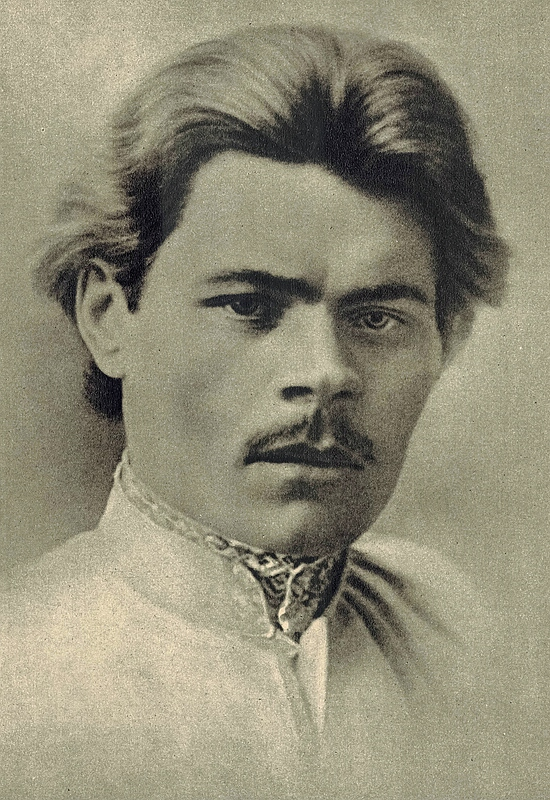
Gorki anno 1889

## Inhalt
Matwej wurde vom Gärtner Danila Wjalow vor einer Kapelle auf dem Besitztum des Gutsherrn Lossew im Dorf Sokolje im Kreis Krasnoglinsk gefunden. Danila übergab später das inzwischen vierjährige Findelkind Matwej dem Küster Larion. Als Matwej dreizehn Jahre alt war, ertrank Larion beim Fischen. Zuvor hatte der Alte dem Jungen eine Lehre mitgegeben: „... bemüh dich, das Kindliche in deiner Seele dein Leben lang zu bewahren, denn in ihm liegt die Wahrheit.“
Matwej kommt als 16-Jähriger im Kontor des Gutes Sokolje unter die Fuchtel des allmächtigen Verwalters Jegor Titow und erfährt, wie die Bauern ausgeplündert werden. Matwej macht als 18-Jähriger Olga, der Tochter Titows, einen Heiratsantrag. Das Mädchen sagt Ja, doch der Vater der Braut stellt Bedingungen. Matwej geht darauf ein. Er betrügt fortan die Bauern nach Kräften mit. Die zweijährige Ehe mit Olga ist unglücklich. Die junge Frau stirbt bei der Geburt des zweiten Kindes. Beide Kinder leben nicht lange.
Matwej verlässt Sokolje, geht in die Stadt, dringt bis zum Protopopen vor und äußert Zweifel an der Barmherzigkeit Gottes. Hochwürden nennt seinen Besucher einen Ketzer, der nach Sibirien gehöre, und lässt ihn hinauswerfen. In der Stadt ist Matwej allein. Nur die Gelegenheitsprostituierte Tatjana nimmt ihn für eine Nacht auf. Darauf begibt sich Matwej zu Fuß in ein dreiunddreißig Werst entferntes Nonnenkloster. Matwej will Mönch werden, verlässt die Nonnen und tritt eine Woche später in das „wirtschaftlich orientierte“ Sawwatij-Kloster am Blauen See ein. Am anderen Ufer liegen die Kirchen von Kudejarowo und Nikola in Tolokonzewo. Der Abt nimmt dem Ankömmling seine hundert Rubel ab und lässt den 22-Jährigen in der Klosterbäckerei hart arbeiten. Eigentlich wollte Matwej die Sünden dieser Welt erkennen. Als er mit dem Abt über einige diesbezügliche Glaubensfragen sprechen möchte, bekommt der junge Widerspruchsgeist eine Kirchenbuße auferlegt, zu der auch geistliche Unterweisung durch den „heiligmäßigen Asketen Mardarij“ gehört. Letzterer haust seit vier Jahren schon „in einem Erdloch an der Kirchenwand hinter dem Altarraum“. Nur viermal in der Woche nimmt er Nahrung zu sich. Alle Zähne sind ihm ausgefallen. Mardarij zutscht gierig an dem Brot, das ihm Matwej mitgebracht hat. Bevor der Heilige erkrankt und stirbt, gibt er Matwej einen Rat: „Deine Seele können sie dir nicht nehmen. Verbirg sie.“
Matwej erscheint den Oberen im Kloster als streitsüchtig und muss zur Strafe im Klosterwald Baumstümpfe roden. Zudem muss der Widerspenstige im Karzer sitzen. Dann darf Matwej nach vollbrachter Waldarbeit als Zellendiener des reichen, schönen Mönchs Antonij tätig sein und kann sich von zwei Jahren Schwerstarbeit im Kloster erholen. Der Abt lässt Matwej endlich ziehen; gestattet ihm pro forma die „Wallfahrt zu heiligen Stätten“. Matwej wallfahrt sechs Jahre. Auf der Wanderung von Perejaslawl nach Rostow streitet Matwej mit einem anderen Gottsucher, ob Geduld und Demut zu üben sei. Matwej ist dagegen. Auf dem Wege nach Lubny begegnet er einem Tobolsker und einer Kleinrussin. Beide haben ihre Angehörigen verloren. Matwej will nichts von diesen Menschen. Ihn interessiert nur ihr Kummer. Matwej will wissen, was die Menschen quält. Nach dem Besuch Kiews begegnet er in Dneprnähe gegenüber der heiligen Lawra einem etwa 50-jährigen Pilger, der den Menschen sucht, doch nur Herren und Knechte gefunden hat.
Nach jahrelanger Wanderschaft teilt Matwej die Wallfahrer ein in Wahnsinnige, die am liebsten jedem ins Gesicht speien, und Niedergedrückte, die ihr Leid verbergen möchten.
Und wieder kommt Matwej in einem Nonnenkloster unter. Hinter Klostermauern schwängert er die minderjährige Christina auf deren Verlangen hin. Sichtbar Schwangere werden nämlich aus dem Kloster geworfen. Christina war bereits daheim mit siebzehn Mutter geworden, wurde bis zu ihrer Volljährigkeit, veranlasst durch die Verwandtschaft, ins Kloster gesperrt und somit zur Keuschheit gezwungen. Anderthalb Jahre später – Matwej ist längst nach Sadonje weitergezogen –, teilt ihm Christina brieflich mit, er sei Vater eines Sohnes geworden. Christina erwartet ihren künftigen Gatten, den Mönch Matwej, sehnsüchtig. Daraus wird nichts. Die junge Frau heiratet einen Rybinsker Buchhändler.
Auf dem Wege von Perm nach Werchoturje begegnet Matwej dem seines Amtes enthobenen 53-jährigen Popen Jona, der sich mit seinem Spitznamen Jegudiil vorstellt. Der ehemalige Gottesmann postuliert: „Der Gottschöpfer – das ist das Volk!“ Der Widerspruchsgeist Matwej kann solche These beim besten Willen nicht ertragen. Feige, kleinliche, boshafte, stammelnde, abergläubische, verlauste, betrunkene, verprügelte „Gottbildner in Bastschuhen“ sind ihm undenkbar. Nach Matwej darf der Mensch nicht einmal in eine Reihe mit Gott gestellt werden geschweige denn sein Schöpfer sein. Jegudiil aber bleibt bei seinem Theorem von „Gott als ein Geschöpf des Volksgeistes“ und fügt bei: Der Mensch schuf Gott, als er am Tag der Geburt Christi sagte, alle Menschen sind gleich. Das Volk hatte viel später im Susdaler Staat Russland geschaffen. Hingegen die Fürsten hatten sich nur gegenseitig bekriegt und das Volk gemeinsam ausgeplündert. Jegudiil fordert Matwej zur Arbeit in einer der russischen Fabriken auf; schickt ihn zu seinen guten Freunden – dem Schlosser Pjotr Jagich und dessen Neffen, dem Lehrer Michaila – in die Issetskij-Werke.
Die Gottdiskussion wird dort fortgesetzt. Der Mensch habe ursprünglich mit seinem Gottkonstrukt die „Finsternis des Daseins“ erhellen wollen. Mit der Scheidung des Menschen in Herr und Knecht aber sei das Gottbild zerstört worden. Matwej bewundert seine tiefgläubigen Gastgeber, die Gott leugnen. Während der Gast im Haushalt Pjotrs und Michailas lebt, wird sein gottsucherischer Drang mit der Zeit verdrängt von zwei anderen Fragen: „Wer bin ich, und warum bin ich?“ Matwej registriert, Pjotr und Michailas Debatten kreisen nicht um Gott, sondern um „die Erniedrigung der Arbeiter“ und „die Habgier der Arbeitgeber“.
Matwej karrt in der Eisenhütte für vierzig Kopeken Tagelohn bei „qualvoller Hitze“ Schlacke und Ziegel. Der Erzähler Matwej nennt die Arbeiter in der Eisenhütte „allesamt rauhe, kecke Burschen“ und „ein freies, furchtloses Volk“ zugleich. Obwohl die Arbeiter sich untereinander streiten und sogar prügeln, haben sie Matwejs Sympathie: „Sie [die Arbeiter] hatten nichts gemein mit den Pilgern und Sklaven des Bodens“.
Matwej hat Fragen über Fragen: „Welchen Gesetzen unterliegt Gott, weshalb erniedrigt er mich, den er nach seinem Ebenbild geschaffen hat...?“ Der ständig hinterfragende Mönch kann nicht in der Eisenhütte bleiben. Denn er äußert zum Beispiel in dieser Fabrik vor einer Menschenansammlung: „Ich bin... nicht... unter die Mönche gegangen, um satt zu essen zu haben, sondern weil meine Seele hungrig war. Ich... sah überall... Betrug und Räuberei,... Grausamkeit und jegliche Finsternis der Seele. Wer hat das alles bloß so eingerichtet? Wo bleibt da unser gerechter und weiser Gott?“ Der Pope meldet den Volksredner weiter nach Werchoturje. Gendarmen durchsuchen die Fabrik. Matwej flüchtet nach Omsk.

## Genossen
Nachdem Gorki über weite Textstrecken hinweg das Wort Genossen vermieden hat, legt er es gegen Ende des Romans dem jungen Gießer Gawrila Kostin, einem Freund Michailas, in den Mund: „Warum, Genossen, reizt ihr diesen Mann [gemeint ist der Mönch Matwej]? Ist er nicht genauso ein Arbeiter wie wir alle?“
Vor der rastlos nachforschenden Staatsmacht auf der Flucht erhält der Mönch Matwej von den Genossen Hilfe und wird von ihnen mit Genosse angesprochen. Aber auch die Dorfbevölkerung, zu der Matwej unterwegs spricht, verbirgt ihn vor der Obrigkeit. Ebenso verstecken ihn die Slatouster nach einer Volksrede vor der Polizei. Matwej wird von einem dieser Fluchthelfer zum nächsten geschickt und ruft schließlich begeistert aus: „Groß ist das russische Volk und unbeschreiblich schön das Leben!“
Ganz zum Schluss bietet Gorki noch ein dazu nicht ganz passendes Happy End: Im Gouvernement Kasan während einer Prozession zum Kloster zu den sieben Seen mit der wundertätigen Ikone der Muttergottes als Fanal erhebt sich eine Lahme und geht geheilt ihres Weges.

## Selbstzeugnis
- In seinem Aufsatz „Zehn Jahre“ rückt Gorki im Jahr 1927 das von Lenin 1908 monierte weltanschaulich schiefe Bild (siehe unten unter Rezeption) gerade: 1907 habe er den „Erbauer des zeitgenössischen russischen Lebens“ irrtümlicherweise Gottbildner genannt. „Aber durch seine Arbeit überzeugt sich der Mensch, daß es außerhalb seines Verstandes und seines Willens keinerlei Wunderkraft gibt, außer der ungebändigten Kraft der Natur,...“[12]

## Rezeption
- Gorki habe einen erbaulichen Text – etwa mit dem Titel Ein Heiligenleben oder etwas derart – verfassen wollen und herausgekommen ist Eine Beichte.[13] Der strenge Atheist[14] Lenin war über eine solche Abweichung vom Marxismus – „diese Mischung aus Mystik und Sozialismus“[15] – außer sich.[16] Gorki war nämlich ins Fahrwasser von Solowjow[17], Bogdanow, Lunatscharski, Basarow und Pokrowski[18] geraten.[A 5] Schließlich verzieh Lenin dem Künstler Gorki die politische Entgleisung.[19]
- Gorki illustriere neben dem oben genannten Gotterbauertum den Otsowismus[A 6].[20]

## Deutschsprachige Ausgaben
- Eine Beichte. Roman. Einzig autorisierte Übersetzung von August Scholz. J. Ladyschnikow, Berlin 1909. 336 Seiten (deutsche Erstausgabe)
- Eine Beichte. S. 7–279 in: Eine Beichte. Ein Sommer. Zwei Romane. Einzige autorisierte Übersetzung aus dem Russischen von August Scholz. 468 Seiten. Bd. 7 aus: Maxim Gorki: Gesammelte Werke in Einzelausgaben. Malik-Verlag, Berlin 1926
- Foma Gordejew. Eine Beichte. Das Werk der Artamonows. Romane. Aus dem Russischen übersetzt von Erich Boehme. Bearbeitet von Harry Burck. Mit einem Nachwort von Helene Imendörffer. Winkler, München 1976, ISBN 3-538-05258-1

### Verwendete Ausgabe
- Eine Beichte. Deutsch von Dieter Pommerenke. Mit einem Nachwort von Günter Warm. S. 241–448 in: Maxim Gorki: Der Spitzel. Eine Beichte. Ein Sommer. 637 Seiten. Bd. 6 aus: Eva Kosing (Hrsg.), Edel Mirowa-Florin (Hrsg.): Maxim Gorki: Gesammelte Werke in Einzelbänden. Aufbau-Verlag, Berlin 1971

### Sekundärliteratur
- Nina Gourfinkel: Maxim Gorki. Mit Selbstzeugnissen und Bilddokumenten. Aus dem Französischen übertragen von Rolf-Dietrich Keil. Rowohlt, Hamburg 1958 (Aufl. 1986), ISBN 3-499-50009-4.
- Nadeshda Ludwig: Maxim Gorki. Leben und Werk. Reihe Schriftsteller der Gegenwart. Volk und Wissen, Berlin 1984.
- Henri Troyat: Gorki. Sturmvogel der Revolution. Deutsche Bearbeitung von Antoinette Gittinger. Casimir Katz Verlag, Gernsbach 1987, ISBN 3-925825-08-8.
- Raimund Sesterhenn: Das Bogostroitel'stvo bei Gor'kij und Lunačarskij bis 1909. Zur ideologischen und literarischen Vorgeschichte der Parteischule von Capri (= Slavistische Beiträge, Band 158). Sagner, München 1982, ISBN 3-87690-240-1 (Dissertation Universität Freiburg im Breisgau 1981). Online abrufbar